# 納阿提 (亞利桑那州)
納阿提（英語：Na Ah Tee）是位於美國亞利桑那州納瓦霍縣的一個非建制地區。該地的面積和人口皆未知。

## 地理
納阿提的座標為35°29′25″N 110°08′40″W / 35.49028°N 110.14444°W，而該地的平均海拔高度為1909米（即6263英尺）。